# Luiz Francisco Camilo
Luís Francisco Camilo Júnior (Bastos, 4 de outubro de 1979), também conhecido como Chicão é um judoca brasileiro campeão dos Jogos Pan-Americanos em 2003. 

## Biografia
Com influência da colônia japonesa, Luís Camilo, experimentou o beisebol antes de chegar ao judô, com oito anos. Os três irmãos da família Camilo são atletas de sucesso: além de Chicão, Tiago Camilo também é judoca e Rafael Camilo é tenista. 

## Títulos
- Ouro nos Jogos Pan-Americanos de Santo Domingo (2003)
- Prata no Campeonato Pan-Americano (2003)
- Bicampeão (equipe) Grand Prix Nacional (2003 e 2004)
- Vice-campeão Pan-Americano (2002)
- Campeão Sul-Americano (2002)
- Campeão Brasileiro (2002)